# NCAA Division I

Hauptlogo der NCAA in den Divisionen I, II und III.

Die NCAA Division I (D-I) ist die höchste Stufe der Sportprogramme von vielen US-amerikanischen Universitäten, die von der National Collegiate Athletic Association (NCAA) in den USA anerkannt ist. Zu den D-I-Schulen gehören die wichtigsten Hochschulsportarten mit größeren Budgets, umfangreicheren Einrichtungen und mehr Sportstipendien als die Divisions II und III, sowie viele kleinere Schulen, die sich für die höchste Ebene an interkollegialem Wettbewerb entschieden haben.
Diese Ebene wurde einst als Universitäts-Division der NCAA bezeichnet, im Gegensatz zur unteren College-Division. Diese Begriffe wurden 1973 durch numerische Divisions ersetzt. Die Universitäts-Division wurde in Division I umbenannt, während die College-Division in zwei Teile geteilt wurde. Die Mitglieder der College-Division, die Stipendien anboten oder gegen diejenigen antreten wollten, die zur Division II wurden, während diejenigen, die keine Stipendien anbieten wollten, zur Division III wurden.
Nur für den College-Football sind die D-I-Schulen weiter in die Football Bowl Subdivision (FBS), die Football Championship Subdivision (FCS) und diejenigen Institutionen, die kein Footballprogramm haben unterteilt. FBS-Teams müssen höhere Anforderungen für die Teilnahme an Spielen erfüllen, während mehr Spieler Sportstipendien erhalten als bei FCS-Teams. Die FBS ist nach einer Reihe von Postseason-Bowl-Spielen benannt, bei denen nach Abschluss dieser Spiele die Teams in verschiedenen Umfragen bewertet werden und so der Meister ermittelt wird. Der FCS National Champion wird durch ein Turnier mit mehreren Teams ermittelt.
Für das Schuljahr 2014/15 umfasste die Division I 345 der 1.066 Mitgliedsinstitutionen der NCAA, davon 125 in der Football Bowl Subdivision (FBS), 125 in der Football Championship Subdivision (FCS) und 95 Nicht-Footballschulen. Sechs weitere Schulen befanden sich im Übergang von Abteilung II zu Abteilung I.

## D-I Schulen
Die Schulen müssen Mannschaften in mindestens sieben Sportarten für Männer und sieben für Frauen oder sechs für Männer und acht für Frauen mit mindestens zwei Mannschaftssportarten für jedes Geschlecht aufweisen. Teams, zu denen sowohl Männer als auch Frauen gehören, werden aus Gründen der Förderung als Männersportarten gezählt. Schulen der Division I müssen Mindestprämien an finanzieller Unterstützung für ihr Leichtathletikprogramm auszahlen. Außerdem gibt es eine maximale finanzielle Unterstützung für jede Sportart, die eine Schule der Division I nicht überschreiten darf. Mehrere andere von der NCAA genehmigte Minima und Unterschiede unterscheiden die Division I von den Divisions II und III. Mitglieder müssen für jedes Geschlecht in jeder Spielsaison (Herbst, Winter, Frühling) mindestens eine Sportart (nicht unbedingt eine Mannschaftssportart) sponsern, wobei Teams mit mehr als einem Geschlecht zu diesem Zweck als Männerteams gezählt werden. Für jede Sportart gibt es Mindestanforderungen für Wettbewerbe und Teilnehmer sowie Planungskriterien. Bei allen Sportarten, außer Football und Basketball müssen die Schulen der Division I 100 Prozent der Mindestanzahl von Spielen gegen Gegner aus der Division I bestreiten – alles, was über die Mindestanzahl von Spielen hinausgeht, muss 50 Prozent gegen Gegner der Division I betragen. Die Basketballmannschaften der Männer und Frauen müssen bis auf zwei, alle Spiele gegen Mannschaften der Division I spielen; Die Männerteams müssen ein Drittel ihrer Spiele in der Heimarena spielen.
Zusätzlich zu den Schulen, die vollständig als DI-Einrichtungen konkurrieren, erlaubt die NCAA den D-II- und D-III-Schulen, einen Männer- und einen Frauensport (außer Football oder Basketball) als DI-Sport zu klassifizieren, sofern sie diese Sportarten schon vor der neuesten Regeländerung 2011 gesponsert haben. Schulen der Division II sind außerdem berechtigt, an National Championships der Division I in Sportarten teilzunehmen, für die es keine National Championship in der Division II gibt. In diesen Sportarten können auch die D-I-Regeln und Stipendienbeschränkungen gelten.

### FBS und FCS
Nur für Football wurde die Division I 1978 weiter in die Division I-A (die wichtigsten Footballschulen), die Division I-AA (die anderen Schulen mit Footballmannschaften) und die Division I (die Schulen, die keine Footballstipendien vergeben) unterteilt. Im Jahr 2006 wurden die Divisionen I-A und I-AA in Football Bowl Subdivision (FBS) bzw. Football Championship Subdivision (FCS) umbenannt.
FBS-Teams dürfen maximal 85 Spieler pro Jahr sportlich unterstützen, wobei jeder Stipendiat ein Vollstipendium erhält. FCS-Teams haben das gleiche Limit von 85 Spielern wie FBS-Teams, dürfen jedoch nur 63 Vollstipendien gewähren. FCS-Teams dürfen Teilstipendien vergeben, eine Praxis, die technisch erlaubt ist, aber auf FBS-Ebene im Wesentlichen nie angewendet wird. FBS-Teams müssen außerdem die Mindestanforderungen der Zuschauerzahlen bei Spielen erfüllen (durchschnittlich 15.000 Personen bei tatsächlicher oder bezahlter Teilnahme pro Heimspiel), während FCS-Teams die Mindestanforderungen für die Zuschauer nicht erfüllen müssen.
Ein weiterer Unterschied ist die Post-Season. Seit 1978 spielen FCS-Teams in einem von der NCAA genehmigten Bracket-Turnier, das in einem Titelspiel, der NCAA Division I Football Championship, gipfelt, um einen nationalen Meister zu ermitteln. Währenddessen spielen FBS-Teams in Bowl-Spielen, wobei nach Abschluss dieser Spiele verschiedene Umfragen die Teams bewerten und seit 1950 jährlich einen Consensus National Champion hervorbringen. Ab der Postseason 2014 wurde ein College Football Playoff mit vier Teams ausgetragen, das ein einziges Meisterschaftsspiel ersetzt, das während der Postseason 1992 mit der Bowl Coalition begonnen hatte. Trotzdem bleibt der FBS-Football der Division I die einzige NCAA-Sportart, bei der ein jährlicher Meister nicht durch ein von der NCAA genehmigtes Meisterschaftsevent bestimmt wird.

## Sportarten

### Mannschaftssportarten der Männer
| Nummer | Sport      | Teams                  | Conferences         | Stipendien pro Team | Saison   | Meiste Meisterschaften  |
| ------ | ---------- | ---------------------- | ------------------- | ------------------- | -------- | ----------------------- |
| 1      | Football   | 256 (128 FBS, 128 FCS) | 24 (11 FBS, 14 FCS) | 85 (FBS) 63.0 (FCS) | Herbst   | Princeton (28)          |
| 2      | Basketball | 351                    | 32                  | 13                  | Winter   | UCLA (11)               |
| 3      | Baseball   | 302                    | 32                  | 11.7                | Frühling | USC (12)                |
| 4      | Fußball    | 204                    | 23                  | 9.9                 | Herbst   | St. Louis (10)          |
| 5      | Wrestling  | 79                     | 7                   | 9.9                 | Winter   | Oklahoma State (34)     |
| 6      | Eishockey  | 60                     | 6                   | 18.0                | Winter   | Denver und Michigan (9) |
| 7      | Lacrosse   | 68                     | 10                  | 12.6                | Frühling | Syracuse (10)           |
| 8      | Volleyball | 29                     | 4                   | 4.5                 | Frühling | UCLA (19)               |
| 9      | Wasserball | 22                     | 4                   | 4.5                 | Herbst   | California (13)         |

Die Sportarten sind nach insgesamt möglichen Stipendien sortiert (Anzahl der Teams x Anzahl der Stipendien pro Team). Die Stipendiennummern für Head-Count-Sportarten werden ohne Dezimalpunkt angegeben. Zahlen für Äquivalenzsportarten werden mit einem Dezimalpunkt angegeben, bei Bedarf mit einer nachgestellten Null.
Anmerkungen:
Die NCAA klassifiziert die Herrenmeisterschaften im Volleyball- und Wasserball offiziell als „National Collegiate“-Meisterschaften. Dies ist die Bezeichnung für Meisterschaften, die Mitgliedern von mehr als einer NCAA-Division offen stehen. Die Eishockey-Meisterschaft wird jedoch als „Division I“ -Meisterschaft bezeichnet, da es in diesem Sport zuvor eine separate Division II-Meisterschaft gab.
- Football – D-I-Fußballprogramme sind in FBS und FCS unterteilt. Die 128 FBS-Programme können bis zu 85 Spielern finanzielle Unterstützung gewähren, wobei jeder Spieler ein Vollstipendium erhalten kann. Die 124 FCS-Programme können bis zu 63 Vollstipendien vergeben, die auf nicht mehr als 85 Personen verteilt werden können. Einige FCS-Konferenzen beschränken Stipendien auf ein niedrigeres Niveau oder haben gar keine Stipendien.
- Fußball – Die Big 12 und die SEC sind die einzigen zwei großen traditionellen D-I-Konferenzen, die keinen Fußball fördern. Einige andere D-I-Konferenzen unterstützen den Sport ebenfalls nicht – Big Sky, C-USA, MEAC, Mountain West, Ohio Valley, Southland und SWAC.
- Eishockey – Die meisten D-I-Eishockeyprogramme finden im Nordosten, im oberen Mittleren Westen oder in der Colorado Front Range statt. Nur eine D-I-Allsportconference, die Big Ten, fördert eine Herrenhockeyliga. Alle anderen Conferences sind hockeyspezifische Ligen. Von den 60 D-I-Hockeyschulen werden 22 ansonsten entweder als D-II oder D-III klassifiziert; Eine Reihe von Schulen von D-II spielen im D-I-Eishockey, da die NCAA keine Meisterschaft im D-II mehr unterstützt, die Schulen aber viele traditionelle und kulturelle Fangemeinden haben.
- Lacrosse – Die überwiegende Mehrheit der D-I-Lacrosse-Programme stammt aus dem Nordosten und dem mittleren Atlantik. Es gibt nur vier D-I-Programme westlich des Mississippi – Air Force und Denver an der Colorado Front Range; Lindenwood, auf der Missouri-Seite der Metropolregion St. Louis; und Utah.
- Volleyball – Von den traditionellen D-I-Konferenzen sponsern nur zwei Männer-Volleyball. Die Big West Conference hat den Sport 2017–18 hinzugefügt, und die Northeast Conference wird ihre erste Saison 2022–23 spielen. Zwei der anderen drei großen Volleyballconferences sind Volleyball-spezifische Conferences. Die dritte ist die Mountain Pacific Sports Federation, eine Multisportkonferenz, die weder Football noch Basketball fördert. Zusätzlich zu den D-I-Schulen treten 31 D-II-Schulen in der National Collegiate Division an. Acht von ihnen sind Mitglieder der Conference Carolinas, der einzigen All-Sport-Liga außerhalb der Division III, die den Sport fördert, und sechs spielen in der Southern Intercollegiate Athletic Conference, einer Liga, die hauptsächlich aus historisch afroamerikanischen Universitäten besteht, die 2021–22 mit dem Volleyballspiel der Männer begannen.
- Wasserball – Die Zahl der D-I-Schulen, die Wasserball für Männer fördern, ist von 35 im Jahr 1987/88 auf 22 im Jahr 2010/11 gesunken. Keine Schule außerhalb Kaliforniens hat jemals das Finale der Meisterschaft erreicht, und alle Champions seit 1998 stammen aus einer der vier in Kalifornien ansässigen Pac-12-Schulen.

### Einzelsportarten der Männer
Die folgende Tabelle führt die einzelnen D-I-Sportarten der Männer mit mindestens 1.000 teilnehmenden Athleten auf. Sportarten werden nach Anzahl der Athleten sortiert.
| Nummer | Sport                    | Teams (2015) | Teams (1982) | Änderung | Athleten | Saison   |
| ------ | ------------------------ | ------------ | ------------ | -------- | -------- | -------- |
| 1      | Leichtathletik (Outdoor) | 278          | 230          | +48      | 11,067   | Frühling |
| 2      | Leichtathletik (Indoor)  | 257          | 209          | +48      | 10,174   | Winter   |
| 3      | Geländelaufen            | 311          | 256          | +56      | 4,845    | Herbst   |
| 4      | Schwimmen & Tauchen      | 134          | 181          | −47      | 3,839    | Winter   |
| 5      | Golf                     | 297          | 263          | +34      | 2,947    | Frühling |
| 6      | Tennis                   | 258          | 267          | −9       | 2,678    | Frühling |
| 7      | Wrestling                | 76           | 146          | −70      | 2,520    | Winter   |

D-I College Wrestling hat seit 1982 fast die Hälfte seiner Programme verloren.

### Teamsportarten der Frauen
| Nummer | Sport           | Teams | Conferences | Stipendien pro Team | Saison   | Meiste Meisterschaften |
| ------ | --------------- | ----- | ----------- | ------------------- | -------- | ---------------------- |
| 1      | Basketball      | 349   | 32          | 15                  | Winter   | Connecticut (11)       |
| 2      | Fußball         | 333   | 31          | 14.0                | Herbst   | North Carolina (21)    |
| 3      | Volleyball      | 334   | 32          | 12*                 | Herbst   | Stanford (9)           |
| 4      | Softball        | 295   | 32          | 12.0                | Frühling | UCLA (12)              |
| 5      | Rudern          | 88    | 12          | 20.0                | Frühling | Brown (7)              |
| 6      | Lacrosse        | 112   | 13          | 12.0                | Frühling | Maryland (12)          |
| 7      | Feldhockey      | 78    | 10          | 12.0                | Herbst   | Old Dominion (9)       |
| 8      | Eishockey       | 40    | 4           | 18.0                | Winter   | Minnesota (6)          |
| 9      | Beachvolleyball | 47    | 5           | 6.0*                | Frühling | USC (2)                |
| 10     | Wasserball      | 34    | 6           | 8.0                 | Frühling | UCLA (7)               |

Anmerkungen:
- Wie in der Tabelle der Männer oben wird der Sport in der Reihenfolge der insgesamt möglichen Stipendien aufgelistet. Zahlen für Head-Count-Sportarten werden ohne Dezimalpunkt angegeben; diejenigen für Äquivalenzsportarten werden mit einem Dezimalpunkt und bei Bedarf mit einer nachgestellten Null angezeigt.
- Frauenfußball ist der am schnellsten wachsende NCAA D-I-Frauensport über einen längeren Zeitraum und stieg von 22 Mannschaften 1981/82 auf 315 Mannschaften 2010/11.[17] In den letzten Jahren war der Beachvolleyball jedoch der am schnellsten wachsende, der von 14 Division I-Teams in den Jahren 2011/12 auf 55 in den Jahren 2016/17 stieg.
- * = Die Anzahl der Stipendien ist teilweise für (Indoor-)Volleyball und Beachvolleyball festgelegt. Schulen, die sowohl Indoor- als auch Beachvolleyballteams aufstellen, dürfen ab 2016/17 6.0 Vollstipendienäquivalente speziell für Beachvolleyball vergeben, mit der weiteren Einschränkung, dass (1) kein Spieler, der ein Stipendium für Beachvolleyball erhält, auf der Liste der Indoor-Volleyballspieler stehen kann und (2) maximal 14 Personen Stipendien beim Beachvolleyball erhalten können. Wenn eine Schule nur eine Beachvolleyballmannschaft aufstellt, sind 8.0 Vollstipendienäquivalente für diesen Sport zulässig, die ebenfalls auf nicht mehr als 14 Personen verteilt werden dürfen.

### Einzelsportarten der Frauen
Die folgende Tabelle führt die einzelnen D-I-Sportarten der Frauen mit mindestens 1.000 teilnehmenden Athletinnen auf. Sportarten werden nach Anzahl der Athleten sortiert.
| Nummer | Sport                    | Teams (2015) | Teams (1982) | Änderung | Athletinnen | Saison   |
| ------ | ------------------------ | ------------ | ------------ | -------- | ----------- | -------- |
| 1      | Leichtathletik (Outdoor) | 329          | 180          | +149     | 13,075      | Frühling |
| 2      | Leichtathletik (Indoor)  | 319          | 127          | +192     | 12,816      | Winter   |
| 3      | Geländelaufen            | 342          | 183          | +159     | 6,031       | Herbst   |
| 4      | Schwimmen & Tauchen      | 195          | 161          | +34      | 5,393       | Winter   |
| 5      | Golf                     | 259          | 83           | +176     | 2,170       | Frühling |
| 6      | Tennis                   | 318          | 246          | +72      | 2,912       | Frühling |
| 7      | Turnen                   | 61           | 99           | −38      | 1,085       | Winter   |

## Conferences
Gemäß den NCAA-Bestimmungen müssen alle als „Multisport-Conferences“ definierten Conferences der Division I die folgenden Kriterien erfüllen:
- Insgesamt mindestens sieben aktive Mitglieder der Division I
- Abgesehen von den oben genannten, mindestens sieben aktive Mitgliedern der Division I, die sowohl Männer- als auch Frauenbasketball fördern.
- Förderung von mindestens 12 NCAA Division I Sportarten.
- Mindestens sechs Männersportarten mit folgenden zusätzlichen Einschränkungen:
  - Männerbasketball ist eine Pflichtsportart, und mindestens sieben Mitglieder müssen diesen Sport fördern.
  - Nicht-Fußball-Konferenzen müssen mindestens zwei andere Mannschaftssportarten außer Basketball fördern
  - Mindestens sechs Mitglieder müssen fünf andere Männersportarten außer Basketball sponsern, darunter entweder Football oder zwei andere Mannschaftssportarten.
- Mindestens sechs Frauensportarten mit folgenden zusätzlichen Einschränkungen:
  - Frauenbasketball ist eine Pflichtsportart, und mindestens sieben Mitglieder diesen Sport fördern.
  - Mindestens zwei weitere Frauensportarten müssen gefördert werden.
  - Mindestens sechs Mitglieder müssen fünf andere Frauensportarten außer Basketball Fördern, darunter entweder Football oder zwei andere Mannschaftssportarten. Wenn eine Conference offiziell einen NCAA „Emerging Sport“ für Frauen fördert (ab 2018, Pferdesport, Rugby Union oder Triathlon), wird dieser Sport gezählt, wenn fünf (statt sechs) Mitglieder ihn fördern.

### FBS Conferences
Hauptartikel: NCAA Division I Football Bowl Subdivision
Siehe auch: Liste der Footballteams der NCAA Division I Football Bowl Subdivision
FBS-Conferences müssen strengere Anforderungen als andere Conferences erfüllen, um von der NCAA anerkannt zu werden:
- Insgesamt mindestens acht aktive FBS-Mitglieder.
- Um auf diese Summe angerechnet zu werden, muss eine Schule in mindestens sechs Sportarten für Männer und acht Frauen an Conferencespielen teilnehmen, darunter Basketball für Männer und Frauen, Football und mindestens zwei andere Mannschaftssportarten für Frauen.
  - Jede Schule kann einen Männer- und einen Frauensport, der nicht von ihrer Hauptconference gefördert wird, zu den oben genannten Grenzen zählen, solange dieser Sport an einer anderen Conference der Division I teilnimmt. Die mitgezählten Männer- und Frauensportarten müssen nicht dieselbe Sportart sein.

| Conference                       | Nickname     | Gegründet | Mitglieder | Sportarten | Sitz                       | Total NCAA Titel | Männer NCAA Titel | Frauen NCAA Titel | Mixed NCAA Titel |
| -------------------------------- | ------------ | --------- | ---------- | ---------- | -------------------------- | ---------------- | ----------------- | ----------------- | ---------------- |
| American Athletic Conference *** | The American | 1979      | 13         | 22         | Irving, Texas              | 55               | 37                | 18                | 0                |
| Atlantic Coast Conference **     | ACC          | 1953      | 18         | 27         | Charlotte, North Carolina  | 150              | 87                | 58                | 5                |
| Big Ten Conference **            | Big Ten      | 1896      | 18         | 28         | Rosemont, Illinois         | 317              | 229               | 72                | 16               |
| Big 12 Conference **             | Big 12       | 1996      | 16         | 25         | Irving, Texas              | 166              |                   | 3                 |                  |
| Conference USA ***               | CUSA         | 1995      | 10         | 19         | Dallas, Texas              |                  |                   |                   |                  |
| Independents                     |              |           | 3          |            |                            |                  |                   |                   |                  |
| Mid-American Conference ***      | MAC          | 1946      | 12         | 24         | Cleveland, Ohio            |                  |                   |                   |                  |
| Mountain West Conference ***     | MW           | 1999      | 11         | 19         | Colorado Springs, Colorado | 22               | 13                | 5                 | 3                |
| Pac-12 Conference **             | Pac-12       | 1915      | 2          | 24         | San Ramon, California      | 501              | 309               | 174               | 18               |
| Southeastern Conference **       | SEC          | 1932      | 16         | 22         | Birmingham, Alabama        | 223              | 118               | 104               | 1                |
| Sun Belt Conference ***          | SBC          | 1976      | 14         | 19         | New Orleans, Louisiana     | 12               | 12                | 0                 | 0                |

(** „Power Five“ Conferences mit garantierterTeilnahme an den „Access Bowls“ für den College Football Playoff)
(*** „Group of Five“ Conferences)
Anmerkungen
1. ↑  Die Conference wurde 1979 als ursprüngliche Big East-Conference gegründet. Sie wurde in American Athletic Conference umbenannt, nachdem sie 2013 geteilt wurde. Die Nicht-FBS-Schulen der ursprünglichen Conference bildeten eine neue Conference, die den Namen Big East erhielt, während die FBS-Schulen weiterhin unter der Charta und Struktur der alten Big East arbeiteten. The American erbte auch den alten Teilnahmeplatz der Big East's Bowl Championship Series für die Saison 2013, den letzten für die BCS.
2. ↑  12 der 13 vollen Mitglieder fördern Football, während Wichita State das einzige Nicht-Footballmitglied ist.
3. ↑  Zusätzlich zu den ordentlichen Mitgliedern sind acht Schulen Mitglieder in einer oder zwei Sportarten:
  - Army und Navy sind reine Football-Mitglieder.
  - James Madison ist Mitglied im Frauen-Lacrosse und wird 2025 Mitglied im Schwimmen und Tauchen der Frauen.
  - FIU ist Mitglied im Männerfußball und im Schwimmen und Tauchen der Frauen.
  - Liberty und Marshall werden 2025 Mitglieder im Schwimmen und Tauchen der Frauen.
  - Missouri State wird 2025 Mitglied im Männerfußball.
  - Old Dominion und Vanderbilt sind Mitglieder im Frauen-Lacrosse.
4. ↑  17 Football-Mitglieder. Notre Dame ist volles Mitglied, außer im Football, in dem es unabhängig bleibt. Es hat sich verpflichtet, fünf Spiele pro Saison gegen ACC-Gegner zu spielen und mindestens alle drei Jahre gegen jedes ACC-Mitglied zu spielen.
5. ↑  Neben den vollen Mitgliedern haben zwei Schulen eine Partnermitgliedschaft:
  - Johns Hopkins, ansonsten Mitglied der Division III, ist ein Partner im Männer- und Frauen-Lacrosse, einem Sport, in dem die Schule in der Division I tätig ist.
  - Notre Dame ist ein Partner im Männer-Eishockey.
6. ↑  Neben den vollen Mitgliedern hat die Big 12 17 Mitglieder, die nur an einer Sportart teilnehmen:
  - Air Force, California Baptist, Missouri, North Dakota State, Northern Colorado, Northern Iowa, Oklahoma, South Dakota State, Utah Valley und Wyoming im Ringen.
  - Denver im Frauenturnen.
  - Florida, San Diego State und UC Davis im Frauen-Lacrosse.
  - Fresno State im Frauen-Reitsport.
  - Old Dominion und Tulsa im Frauen-Rudern.
7. ↑  Die Conference wurde 1995 gegründet. Der Football begann 1996.
8. ↑  12 Mitglieder im Juli 2025 mit Hinzufügung von Delaware und Missouri State.
  - 11 Mitglieder im Juli 2026 mit Austritt von UTEP.
9. ↑  12 Universitäten sind assoziierte Mitglieder in mindestens einer Sportart:
  - Arkansas State, Stephen F. Austin, Valparaiso, Vanderbilt, Wichita State und Youngstown State sind Mitglieder im Frauen-Bowling.
  - Dallas Baptist, ansonsten Mitglied der NCAA Division II, spielt Baseball der Division I in der CUSA.
  - Florida Atlantic, Missouri State, Tarleton State und UAB sind Mitglieder im Frauen-Beachvolleyball. Im Juli 2025 wird Missouri State Vollmitglied der Conference USA und South Florida wird beim Frauen-Beachvolleyball beitreten.
  - Tulane ist Mitglied sowohl im Frauen-Beachvolleyball als auch im Frauen-Bowling.
10. ↑  Man muss beachten, dass "Independents" keine Conference ist. Es ist einfach eine Bezeichnung für Schulen, deren Footballprogramme in keiner Conference spielen. Alle diese Schulen haben Conferencemitgliedschaften für andere Sportarten.
11. ↑  2 Mitglieder im Juli 2025, wobei UMass der Mid-American Conference beitritt.
12. ↑  13 Mitglieder im Juli 2025 mit Hinzufügung von UMass.
  - 12 Mitglieder im Juli 2026 mit Austritt von Northern Illinois.
13. ↑  Zusätzlich zu den 12 vollen Mitgliedern umfasst die Mid-American Conference 16 Mitglieder, die jeweils nur an einer Sportart teilnehmen. Drei weitere Universitäten werden im Juli 2025 assoziierte Mitglieder.
  - Appalachian State, Bellarmine, James Madison und Longwood treten im Frauenfeldhockey an.
  - Delaware, High Point und Temple werden im Juli 2025 Mitglieder im Frauenrudern.
  - Detroit Mercy, Robert Morris und Youngstown State treten im Frauenlacrosse an.
  - Bloomsburg, Clarion, Cleveland State, Edinboro, George Mason, Lock Haven, Rider und SIU Edwardsville treten im Ringen an. Cleveland State wird sein Ringen-Team im Juni 2025 schließen.
  - UIC ist Mitglied im Männertennis.
14. ↑  25 Sportarten im Juli 2025, zusätzlich Frauenrudern.
15. ↑  Seit 2012 ist Hawaiʻi ein verbundenes Mitglied nur für Football, wobei die meisten seiner verbleibenden Teams in der Big West-Conference außerhalb des Footballs teilnehmen.
16. ↑  10 Vollmitglieder und 9 Football-Mitglieder im Juli 2026 mit folgenden Änderungen:
  - Abgang der Boise State, Colorado State, Fresno State, San Diego State und Utah State.
  - Upgrade von Hawaii von der Football-Mitgliedschaft auf die Vollmitgliedschaft.
  - Aufnahme von Northern Illinois als reines Football-Mitglied.
  - Aufnahme von UTEP als Vollmitglied.
  - Aufnahme von Grand Canyon und UC Davis als Vollmitglieder, die aber keine Football-Mitglieder sind.
17. ↑  Zusätzlich zu den 11 vollen Mitgliedern und dem Footballpartner Hawaiʻi spielt das Colorado College, eine Schule der Division III mit einer Division I Eishockeymannschaft der Männer, Division I Frauenfußball in der MW.
18. ↑  Die Charta der Pac-12 geht nur auf die Gründung der Athletic Association of Western Universities (AAWU) im Jahr 1959 zurück. Die Pac-12 beansprucht jedoch die Geschichte der Pacific Coast Conference, die 1915 gegründet wurde und 1916 mit dem Wettbewerb begann, als ihre eigene. Von den neun Mitgliedern der PCC zum Zeitpunkt ihres Ablebens im Juni 1959 trat nur Idaho nie der Pac-12 bei. Der Startplatz der PCC im Rose Bowl ging an die AAWU über.
19. ↑  Mindestens 8 Mitglieder und 7 Football-Mitglieder im Juli 2026, hinzu kommen Boise State, Colorado State, Fresno State, Gonzaga (nicht Football), San Diego State und Utah State
20. ↑  Die Pac-12 umfasst auch vier assoziierte Mitglieder, von denen jedes in einer einzigen Sportart antritt. San Diego State spielt Männerfußball und Cal State Bakersfield, Cal Poly und Little Rock treten im Wrestling an.
21. ↑  Anzahl der Sportarten, als die Konferenz im Jahr 2024 12 Mitglieder hatte. Die Anzahl der Sportarten, die im Jahr 2026 gesponsert werden sollen, muss noch ermittelt werden.
22. ↑   Zusätzlich zu den ordentlichen Mitgliedern sind 8 Universitäten Mitglieder für eine einzelne Sportart:
  - Charleston, Mercer, Stephen F. Austin, und UNC Wilmington sind Mitglieder im Frauen-Beachvolleyball.
  - Kentucky, South Carolina, UCF, und West Virginia sind Mitglieder im Männer-Fußball.
23. ↑  18 Sportarten im Juli 2025, ohne Schwimmen und Tauchen für Frauen.

### FCS Conferences
| Conference                          | Nickname  | Gegründet | Mitglieder | Sportarten | Sitz                        |
| ----------------------------------- | --------- | --------- | ---------- | ---------- | --------------------------- |
| Big Sky Conference                  | Big Sky   | 1963      | 11         | 16         | Ogden, Utah                 |
| Big South Conference                | Big South | 1983      | 12         | 18         | Charlotte, North Carolina   |
| Coastal Athletic Association        | CAA       | 1983      | 10         | 21         | Richmond, Virginia          |
| Ivy League*                         |           | 1954      | 8          | 33         | Princeton, New Jersey       |
| Mid-Eastern Athletic Conference     | MEAC      | 1970      | 8          | 15         | Norfolk, Virginia           |
| Missouri Valley Football Conference | MVFC      | 1982      | 11         | 1          | St. Louis, Missouri         |
| Northeast Conference                | NEC       | 1981      | 10         | 24         | Somerset, New Jersey        |
| Ohio Valley Conference              | OVC       | 1948      | 10         | 19         | Brentwood, Tennessee        |
| Patriot League                      |           | 1986      | 10         | 23         | Center Valley, Pennsylvania |
| Pioneer Football League             | PFL       | 1991      | 11         | 1          | St. Louis, Missouri         |
| Southern Conference                 | SoCon     | 1921      | 10         | 22         | Spartanburg, South Carolina |
| Southland Conference                | Southland | 1963      | 8          | 18         | Frisco, Texas               |
| Southwestern Athletic Conference    | SWAC      | 1920      | 12         | 18         | Birmingham, Alabama         |
| Western Athletic Conference         | WAC       | 1962      | 13         | 20         | Arlington, Texas            |

* Die Ivy League verzichtet auf das Meisterschaftsturnier und alle Postseason-Spiele.
Anmerkungen
1. ↑  13 Footballmitglieder mit Cal Poly und UC Davis, beide volle Mitglieder der Big West Conference außerhalb des Footballs, als reine Footballpartner.
2. ↑  Im Juli 2022 wechselt Southern Utah zur Western Athletic Conference.
3. ↑  Neben den Vollmitgliedern und Footballpartnern sind Binghamton und Hartford assoziierte Mitglieder im Herrengolf. Hartford wird 2023 im Rahmen seines Übergangs zur NCAA Division III verlassen.
4. ↑  Big South hat fünf Vollmitglieder, die um die Footballmeisterschaft kämpfen, sowie vier reine Footballpartner in Kennesaw State, Monmouth, North Alabama und Robert Morris.
5. ↑  Die CAA-Footballkonferenz wurde erst 2007 gegründet, hat aber eine kontinuierliche Geschichte, die bis in die späten 1930er Jahre zurückreicht (obwohl nicht unter derselben Charta):
  - Die New England Conference wurde 1938 von fünf staatlichen Universitäten in New England sowie einer privaten Universität in dieser Region (Northeastern) gegründet. Vier der öffentlichen Schulen, Maine, UMass, New Hampshire und Rhode Island, nahmen an der CAA-Footballkonferenz bis 2011 teil. Der UMass-Football verließ die Conference jedoch 2012 in Richtung MAC. Der URI-Football plante ursprünglich 2013 zur Northeastconference zu gehen, beschloss jedoch, in der CAA zu bleiben.
  - 1946 schlossen sich die vier damals verbliebenen Mitglieder der New England Conference zwei anderen Schulen an, um die Yankee Conference im Rahmen einer separaten Charta zu bilden. Der sportliche Wettkampf begann 1947.
  - 1997 wurde die Yankee-Konferenz von der Atlantic 10 Conference übernommen. Die A10 erbte den automatischen Platz der Yankee Conference in den Playoffs der Division I-AA (jetzt FCS). Zusätzlich zu den vier oben genannten Mitgliedern der New England Conference nahmen fünf weitere Mitglieder der Yankee Conference zum Zeitpunkt des A10-Zusammenschlusses noch an der CAA-Footballconference teil.
  - Nach der Saison 2006 gingen alle A10-Fußballmannschaften zur neuen CAA-Footballconference. Die CAA erbte den automatischen Platz der A10 in den FCS-Playoffs.
6. ↑  Die CAA hat 10 Vollmitglieder, aber nur fünf von ihnen sind Teil der CAA-Footballconference. Derzeit füllen sieben assoziierte Mitglieder die Reihen der CAA-Footballconference: Albany, Maine, New Hampshire, Rhode Island, Richmond, Stony Brook und Villanova. Villanova ist auch CAA-Mitglied im Frauenrudern.
7. ↑  Neben den Footballpartnern hat die CAA fünf weitere assoziierte Mitglieder, die jeweils an einer Sportart teilnehmen:
  - Eastern Michigan, UC San Diego und UConn sind Partner für Frauenrudern.
  - Fairfield und UMass spielen Männer-Lacrosse.
8. ↑  Obwohl die Conference 1954 als Gründungsdatum betrachtet, reichen die Ursprünge der Sportliga bis zur Wende des 20. Jahrhunderts zurück.
  - Die Ivy League betrachtet die Eastern Intercollegiate Basketball League (EIBL), eine 1901 gegründete Conference nur für Männer, als Teil ihrer Geschichte. Jede Schule, die EIBL-Mitglied war, wurde Teil der Ivy League.
  - 1945 schlossen die acht Schulen, die später die sportliche Ivy League bilden sollten, das Ivy Group Agreement, das den Footballwettbewerb zwischen den Schulen regelte. Die ursprüngliche Vereinbarung wurde 1952 erneuert.
  - Das offizielle Gründungsdatum von 1954 spiegelt die Ausweitung des Ivy-Group-Abkommens auf alle Sportarten wider. Im Rahmen der Vereinbarung trat Brown, der einzige der ursprünglichen Ivy Group, der der EIBL nicht beigetreten war, bei. Der All-Sport-Wettbewerb begann 1955, als die EIBL direkt in die neue Liga aufgenommen wurde.
9. ↑  Die Footballconference besteht derzeit aus 6 der 8 Mitgliedsschulen.
10. ↑  Neben den Vollmitgliedern sind vier weitere Schulen Teilnehmer in zwei Sportarten:
  - Augusta, eine Division II-Schule, die Division I-Programme im Männer- und Frauengolf betreibt, ist assoziiertes Mitglied im Männergolf.
  - Monmouth, North Carolina A&T und UAB nehmen am Bowling für Frauen teil.
11. ↑  Die Footballkonferenz stammt aus dem Jahr 1985, aber die Conferencecharta wurde 1982 gegründet.
12. ↑  Die Conference hat 7 Vollmitglieder, die Football sponsern. Duquesne von Nicht-Football.-Conference Atlantic 10 ist ein Footballpartner.
13. ↑  Neben Duquesne im Football hat die NEC fünf weitere assoziierte Mitglieder, die jeweils an einer einzelnen Sportart teilnehmen, sowie ein assoziiertes Mitglied in mehreren Sportarten:
  - Das Mitglied der Division II, Caldwell, nimmt ebenso wie Duquesne am Bowling für Frauen teil.
  - Hobart, ansonsten Mitglied der Division III, und das volle D-I-Mitglied Saint Joseph’s nehmen am Männer-Lacrosse teil.
  - Fairfield und Rider sind Feldhockey-Teilnehmende.
  - Howard ist Mitglied im Männer- und Frauenfußball, Frauengolf, Frauen-Lacrosse und Schwimmen und Tauchen der Frauen und Männer.
14. ↑  Die Footballconference besteht aus 7 der 10 Mitgliedsschulen. Morehead State spielt Football ohne Stipendien in der Pioneer Football League, während Belmont und SIU Edwardsville keinen Football sponsern.
15. ↑  Neben den Vollmitgliedern ist Chattanooga ein Partner im Beachvolleyball.
16. ↑  Fünf der Vollmitglieder sponsern keinen FCS-Football. American, Boston University und Loyola (Maryland) sponsern überhaupt keinen Football. Army ist ein unabhängiges FBS-Mitglied; Navy spielt in der American Athletic Conference. Fordham und Georgetown sind assoziierte Mitglieder im Football.
17. ↑  Neben den Footballpartnern haben zwei weitere Schulen eine Einzelsportmitgliedschaft:
  - MIT, ansonsten eine Einrichtung der Division III, ist Partner im Rudern von Frauen.
  - Richmond ist eine Partner für Frauengolf.
18. ↑  Zusätzlich zu den Vollmitgliedern hat die SoCon derzeit 15 assoziierte Mitglieder, die eine Sportart in der Conference ausüben. Eine weitere Schule soll in naher Zukunft assoziiert werden:
  - Hampton, High Point, Jacksonville und Richmond sind Mitglieder des Männer-Lacrosse. Jacksonville ist Vollmitglied der ASUN Conference, die eine formelle Beziehung zur SoCon im Männer-Lacrosse unterhält.
  - Appalachian State, Bellarmine, Campbell, Davidson, Gardner-Webb und Presbyterian sind Mitglieder im Wrestling.
  - Delaware State ist Mitglied im Frauen-Lacrosse.
  - Georgia Southern, North Georgia (eine Institution der Division II) und UAB sind Mitglieder im Schießen. Für Schießen gibt es nur eine einzige nationale Meisterschaft für alle Divisionen.
  - Belmont ist Mitglied im Männerfußball.
19. ↑  Die Footballconference besteht derzeit aus 6 der 8 Mitgliedsschulen.
20. ↑  Im Juli 2022 wird das volle Nicht-Football-Mitglied Chicago State verlassen und Southern Utah wird für alle Sportarten, einschließlich Football, beitreten.
21. ↑  Zusätzlich zu den vollen Mitgliedern hat die WAC derzeit 9 assoziierte Mitglieder, die ein oder zwei Sportarten in der Conference haben: Die WAC hat eine oder zwei Sportarten:
  - Central Arkansas, Eastern Kentucky und Jacksonville State werden mindestens für die Saison 2021 Mitglieder im Football sein. Diese Universitäten planen zu gehen, wenn ihre Heimatliga, die ASUN Conference, eine Football-Liga startet.
  - Air Force und UNLV nehmen am Männerfußball und am Schwimmen und Tauchen der Männer teil.
  - Houston Baptist, Incarnate Word und der San Jose State nehmen ausschließlich am Männerfußball teil.
  - Northern Arizona und Northern Colorado nehmen am Schwimmen und Tauchen von Frauen teil.
  - Sacramento State nimmt am Baseball teil.
  - Wyoming nimmt am Schwimmen und Tauchen der Männer teil.

### Division I Schulen ohne Football
Mehrere Conferences der Bowl Subdivision und der Championship Subdivision haben Mitglieder, die nicht im Football gegeneinander antreten. Solche Schulen werden manchmal inoffiziell als I-AAA bezeichnet.
Die folgenden Nicht-Football-Conferences haben volle Mitglieder, die Football fördern:
- Die America East Conference hat vier Football-Sponsoring-Schulen. Seit der Football-Saison 2024 spielen alle in CAA Football, der technisch separaten Football-Liga, die von der Coastal Athletic Association (CAA) betrieben wird – Albany, Bryant, Maine und New Hampshire.
- Die Atlantic Sun Conference (ASUN) wird in der Saison 2024 sieben Football-Sponsoring-Mitglieder haben:
  - Austin Peay, Central Arkansas, Eastern Kentucky, North Alabama und neues Mitglied West Georgia werden an der United Athletic Conference teilnehmen, einem reinen Footballzusammenschluss der ASUN und der Western Athletic Conference.
  - Stetson spielen in der Pioneer Football League (PFL).
  - Bellarmine spielt Sprint Football, eine Variante, die außerhalb der NCAA regiert wird. Es wird nach den Standardregeln der NCAA gespielt, die Spieler dürfen jedoch nicht mehr als 80,7 kg (178 Pfund) wiegen.
- Die Atlantic 10 Conference hat sieben Football-Sponsoring-Mitglieder.
  - Davidson und Dayton spielen in der PFL.
  - Duquesne spielt in der Northeast Conference (NEC).
  - Fordham spielt in der Patriot League.
  - Rhode Island und Richmond spielen in CAA Football. Richmond wird CAA Football im Juli 2025 verlassen, um ein reines Football-Mitglied der Patriot League zu werden.
  - UMass spielt FBS-Football als unabhängiges Mitglied. Im Juli 2025 wird UMass an der Mid-American Conference für alle Sportarten, einschließlich Football, teilnehmen.
- Die aktuelle Big East Conference hat vier Football-Sponsoring-Schulen. Drei spielen in der FCS – Butler in der PFL, Georgetown in der Patriot League und Villanova in CAA Football. UConn spielt als unabhängiger FBS.
- Drei Mitglieder der Big West Conference (BWC) haben Footballprogramme. UC Davis und Cal Poly spielen FCS-Football in der Big Sky Conference, und Hawaii spielt FBS-Football in der Mountain West Conference (MW).
  - Im Juli 2026 werden Hawaii und UC Davis die BWC verlassen und zur MW wechseln. Hawaii wird Vollmitglied der MW, während UC Davis Nicht-Football-Mitglied wird und diesen Sport weiterhin in der Big Sky Conference betreibt.
- Die Horizon League hat zwei Footballschulen. Robert Morris spielen in der Northeast Conference (NEC) und Youngstown State spielt in der Missouri Valley Football Conference (MVFC).
- Die Metro Atlantic Athletic Conference (MAAC) wird in der Saison 2024 drei Footballschulen haben:
  - Marist spielt in der PFL.
  - Merrimack und Sacred Heart, die beide im Juli 2024 an der MAAC teilnehmen, spielen als FCS-Independents.
- Die Missouri Valley Conference hat sieben Footballschulen – Drake, Illinois State, Indiana State, Missouri State, Northern Iowa, Southern Illinois und Valparaiso. Drake und Valparaiso spielen in der PFL, während die anderen in der MVFC antreten (trotz des ähnlichen Namens eine von der MVC getrennte juristische Person). Missouri State wird die MVFC im Juli 2025 verlassen, um sich der Conference USA für alle Sportarten anzuschließen.
- Die Summit League hat sechs Footballschulen. Fünf spielen derzeit in der MVFC – North Dakota, North Dakota State, South Dakota, South Dakota State und Western Illinois. Die sechste ist St. Thomas, der in der PFL spielt.
- Die einzige Football-Sponsoring-Schule der West Coast Conference (WCC), San Diego, spielt in der PFL.
  - Die einzigen beiden Schulen, die nach dem Studienjahr 2023–24 noch an der Pac-12 Conference teilnehmen, Oregon State und Washington State, werden bis 2025–26 die meisten ihrer Sportarten außer Football in der WCC ausrichten.

Die folgenden Conferences der Division I fördern keinen Football. Sie konkurrieren aber in der Division I in allen anderen Sportarten, die sie sponsern.
| Conference                         | Nickname     | Gegründet | Mitglieder | Sportarten | Sitz                      |
| ---------------------------------- | ------------ | --------- | ---------- | ---------- | ------------------------- |
| America East Conference            | America East | 1979      | 9          | 19         | Boston, Massachusetts     |
| Atlantic Sun Conference            | ASUN         | 1978      | 12         | 22         | Jacksonville, Florida     |
| Atlantic 10 Conference             | A-10         | 1975      | 15         | 21         | Washington, D.C.          |
| Big East Conference                | Big East     | 2013      | 11         | 22         | New York City, New York   |
| Big West Conference                | Big West     | 1969      | 11         | 19         | Irvine, California        |
| Horizon League                     | Horizon      | 1979      | 11         | 19         | Indianapolis, Indiana     |
| Independents                       | Independents |           | 0          |            |                           |
| Metro Atlantic Athletic Conference | MAAC         | 1980      | 13         | 25         | Edison, New Jersey        |
| Missouri Valley Conference         | MVC / Valley | 1907      | 12         | 17         | St. Louis, Missouri       |
| The Summit League                  | The Summit   | 1982      | 10         | 19         | Sioux Falls, South Dakota |
| West Coast Conference              | WCC          | 1952      | 9          | 15         | San Mateo, California     |

Anmerkungen
1. ↑  Zusätzlich zu den vollwertigen Mitgliedern sind zwei Schulen in einer einzelnen Sportart assoziierte Mitglieder.
  - UC Davis ist assoziiertes Mitglied im Feldhockey.
  - VMI ist assoziiertes Mitglied im Schwimmen und Tauchen für Männer und Frauen.
2. ↑  Zusätzlich zu den vollen Mitgliedern hat die ASUN sieben assoziierte Mitglieder:
  - Air Force, Mercer und Utah nehmen ausschließlich am Lacrosse der Männer teil.
  - Coastal Carolina, Kennesaw State, Lindenwood und Liberty sind Mitglieder im Frauen-Lacrosse.
  - Florida Atlantic, Gardner-Webb und Old Dominion sind Mitglieder im Schwimmen und Tauchen für Männer. Gardner-Webb ist auch Mitglied im Schwimmen und Tauchen für Frauen.
  - Liberty und UNC Asheville sind Mitglieder im Schwimmen und Tauchen für Frauen. Gardner-Webb ist auch Mitglied im Schwimmen und Tauchen für Frauen. Liberty wird diesen Sport im Juli 2025 auf die American Athletic Conference übertragen.
3. ↑  14 Mitglieder im Juli 2025 mit Abgang von UMass zur Mid-American Conference.
4. ↑  Zusätzlich zu den Vollmitgliedern ist Lock Haven, ansonsten eine Einrichtung der Division II, Mitglied im Feldhockey und High Point und Hobart, ansonsten eine Einrichtung der Division III, sind Mitglieder im Männer-Lacrosse.
5. ↑  Der heutige Big East wurde 2013 als Konsequenz der Spaltung der ursprünglichen Big East Conference gebildet. Die ursprüngliche Conferencesatzung wurde von den Schulen, die den Football fördern, beibehalten, die jetzt den Namen American Athletic Conference trägt. Während beide Ligen das Jahr 1979 als Gründungsdatum beanspruchen, behält die heutige Big East die Geschichte der ursprünglichen Konferenz in allen von ihr geförderten Sportarten bei. Die vor der Trennung entstandene Geschichte des Big East Footballs und des Ruderns - die beiden Sportarten, die von The American gefördert werden und nicht von der heutigen Big East - werden von keiner der beiden Nebenconferences anerkannt.
6. ↑  Zusätzlich zu den vollen Mitgliedern sind die folgenden Schulen in ein Sportart Big East Partner:
  - Akron nimmt am Männer-Fußball teil.
  - Liberty, Old Dominion, Quinnipiac und Temple nehmen am Feldhockey teil.
  - Denver nimmt am Männer- und Frauenlacrosse teil.
7. ↑  9 Mitglieder im Juli 2026 mit Abreise von Hawaii und UC Davis zur Mountain West Conference.
8. ↑  Idaho ist Mitglied im Männer-Golf. Sacramento State ist Mitglied im Frauen-Beachvolleyball und Männer-Fußball.
9. ↑  12 Mitglieder im Juli 2026, zusätzlich Northern Illinois.
10. ↑  Sechs Universitäten sind assoziierte Mitglieder im Tennis:
  - Belmont, Eastern Illinois, Southern Indiana, Tennessee State und Tennessee Tech spielen Männer-Tennis.
  - Chicago State spielt in der Saison 2024–25 Männer- und Frauentennis und wird danach beide Teams in seine Hauptheimat, die Northeast Conference, verlegen.
11. ↑  Hinweis: "Independents" ist keine Conference, sondern lediglich eine Bezeichnung, die verwendet wird, um Schulen zu bezeichnen, die keiner Conference angehören.
12. ↑  Seit dem Beitritt des Chicago State University zur Northeast Conference im Juli 2024 gibt es keine unabhängigen Einrichtungen mehr.
13. ↑  Zusätzlich zu den vollen Mitgliedern sind 10 weitere Schulen in mindestens einer Sportart der MAAC angeschlossen.
  - Albany nimmt am Frauengolf teil.
  - Drake, Robert Morris und Stetson nehmen am Rudern der Frauen teil.
  - Jacksonville nimmt am Frauenrudern und am Nicht-NCAA-Rudersport der Männer teil.
  - La Salle, LIU, Villanova, VMI und Wagner nehmen am Wasserball der Frauen teil.
14. ↑  23 NCAA-Sportarten sowie die Nicht-NCAA-Sportarten E-Sport und Männerrudern.
15. ↑  11 Mitglieder im Juli 2025 mit Abgang von Missouri State zur Conference USA.
16. ↑  Zusätzlich zu den vollen Mitgliedern sind sieben Schulen mit nur einer Sportart in der Conference vertreten:
  - Ball State und Miami (Ohio) sind Partner im Schwimmen und Tauchen für Männer.
  - Bowling Green, Northern Illinois und Western Michigan sind Partner im Männer-Fußball. Northern Illinois wird im Juli 2026 ausscheiden, wenn es der Horizon League beitritt.
  - Dallas Baptist, ansonsten eine Einrichtung der Division II, spielt Baseball.
  - Little Rock ist ein Partner im Schwimmen und Tauchen für Frauen.
17. ↑  Zusätzlich zu den ordentlichen Mitgliedern sind sechs Schulen assoziierte Mitglieder in mindestens einer Sportart.
  - Drake und Illinois State sind Partner im Männertennis.
  - Eastern Illinois und Southern Indiana sind Mitglieder im Schwimmen und Tauchen für Männer und Frauen.
  - Northern Colorado ist Mitglied im Baseball und Männergolf.
  - Weber State ist Mitglied im Herrengolf.
  - Delaware und UMass werden im Juli 2025 im Männerfußball zusammenkommen.
18. ↑  10 Mitglieder im Juli 2025 mit Hinzufügung von Seattle.
  - 9 Mitglieder im Juli 2026 mit Abgang von Gonzaga zur Pac-12 Conference.
19. ↑  Zusätzlich zu den ordentlichen Mitgliedern sind sieben Schulen assoziierte Mitglieder in mindestens einer Sportart.
  - Air Force, California Baptist und San Jose State sind Mitglieder im Wasserball für Männer.
  - Creighton und Sacramento State sind Mitglieder im Frauenrudern.
  - Oregon State und Washington State sind im akademischen Jahr 2025–26 assoziierte Mitglieder in den meisten Sportarten. Danach wird die Pac-12 Conference den Spielbetrieb wieder aufnehmen.

Von diesen waren die zwei Organisationen, die zuletzt den Football gesponsert haben, die Atlantic 10 und die MAAC. Die A-10-Footballliga wurde 2006 aufgelöst und ihre Mitglieder wechselten zur Colonial Athletic Association. Darüber hinaus spielen vier A-10-Schulen (Dayton, Fordham, Duquesne und Massachusetts) in einer anderen Conference als der neuen CAA, die immer noch zwei Vollzeit-A-10-Mitglieder (Rhode Island und Richmond) umfasst. Die MAAC stellte 2007 die Förderung des Footballs ein, nachdem die meisten ihrer Mitglieder nach und nach keine Mannschaften mehr aufstellen. Das einzige MAAC-Mitglied aus der Zeit vor 2007, das immer noch Football unterstützt, ist Marist; Monmouth wurde bei seiner Aufnahme im Jahr 2013 das zweite MAAC-Vollmitglied mit Football. Marist spielt in der Pioneer Football League, während Monmouth die Saison 2013 als unabhängiges FCS-Mitglied bestritt, bevor es sein Footballprogramm in die Big South verlegte.
Von 2013 bis 2021 war die Western Athletic Conference eine Nicht-Football-Liga, nachdem sie den Football nach einem fast vollständigen Mitgliederwechsel eingestellt hatte, bei dem die Konferenz bis auf zwei alle Football-Sponsoring-Mitglieder entfernt hatte. Die beiden verbleibenden Football-Sponsoring-Schulen, Idaho und New Mexico State, spielten die Saison 2013 als FBS-Unabhängige, bevor sie 2014 ausschließlich Football-Mitglieder der Sun Belt Conference wurden. Beide verließen den Sun Belt Football 2018, wobei Idaho auf den FCS-Status herabgestuft wurde und Football zu seiner Big Sky Conference-Mitgliedschaft für alle Sportarten hinzufügen und New Mexico State wird ein FBS-unabhängiger Staat. Der WAC fügte mit der Ankunft von Dixie State und Tarleton aus der Division II im Jahr 2020 zwei weitere Football-Sponsoring-Schulen hinzu. beide Schulen planten, auf absehbare Zeit FCS-unabhängig zu sein. Der WAC würde 2021 den Football auf FCS-Ebene wiedereinführen, zeitgleich mit der Ankunft von vier neuen Mitgliedern im FCS-Football; Zumindest für die erste Saison ging es eine formelle Partnerschaft mit der ASUN Conference ein, um genügend Playoff-berechtigte Mitglieder zu erhalten, um einen automatischen Playoff-Platz zu erhalten.

### Division I im Eishockey
Einige Sportarten, vor allem Eishockey und Männervolleyball, haben völlig unterschiedliche Conferencestrukturen, die unabhängig von der normalen NCAA-Sportconference-Struktur funktionieren.
Da Eishockey auf eine viel geringere Anzahl von fast ausschließlich Schulen aus dem Norden konzentriert ist, gibt es eine völlig andere Konferenzstruktur für Mannschaften. Bei diesen Konferenzen gibt es eine Kombination aus Mannschaften, die ihre anderen Sportarten in verschiedenen Konferenzen der Division I ausüben, und es gibt auch Schulen der Division II und der Division III. Für den überwiegenden Teil des frühen 21. Jahrhunderts gab es keine Korrelation zwischen der Eishockeyzugehörigkeit einer Mannschaft und ihrer Zugehörigkeit zu anderen Sportarten, mit Ausnahme der Eishockey spielenden Schulen der Ivy League, die alle Mitglieder der ECAC sind. Vor 2013 beispielsweise bestand die Hockey East Men’s Conference aus einer ACC-Schule, einer Big East-Schule, vier Schulen aus America East, einer A-10-Schule, einer CAA-Schule und zwei Schulen der D-II Northeast Ten Conference, während die Central Collegiate Hockey Association (CCHA) und die Western Collegiate Hockey Association (WCHA) beide einige der Big Ten vertraten, sowie Schulen der Division II und III. Auch die Struktur der Divisionen ist verkürzt, die Meisterschaft der Division II wurde 1999 abgeschafft.
Die Metro Atlantic Athletic Conference stellte 2003 ihr finanzielles Engagement für den Sport ein, während die verbleibenden Mitglieder Atlantic Hockey bildeten. In den nächsten zehn Jahren wurde Eishockey nicht mehr regelmäßig von einer All-Sport-Conference unterstützt.
Mit Beginn der Saison 2013/14 fand im Männerhockey der Division I eine große Umstrukturierung statt. Die Big-Ten-Conference begann, Eishockey zu fördern, und ihre Einrichtungen stiegen aus der WCHA und der CCHA aus. Zusätzlich traten sechs weitere Schulen aus diesen Conferences aus und gründeten gleichzeitig die neue National Collegiate Hockey Conference. Die Folgen dieser Veränderungen führten zum Wegfall der CCHA, zum Eintritt von zwei weiteren Mannschaften in die NCHC und zu einem weiteren Mitgliederwechsel in der Männerabteilung der WCHA.
Frauenhockey blieb von dieser Neuordnung weitgehend unberührt. Die Big Ten besteht nach wie vor aus nur vier Mitgliedern mit Frauen-Hockey (die Vollmitglieder Michigan und Minnesota haben nur Eishockeyteams der Männer, ebenso das ausschließliche Eishockeymitglied Notre Dame) und sechs Mannschaften, die laut Conferenceverordnung für das offizielle Sponsorenprogramm erforderlich sind. Infolgedessen gab es die einzigen Veränderungen bei den Frauenhockey-Zugehörigkeiten zwischen 2010 und 2014 in College Hockey America, wo zwei Schulen den Sport einstellten und drei neue Mitglieder beitraten.
Im Februar 2020 kündigten sieben Universitäten, die ihre Pläne zum Austritt aus der WCHA nach der Saison 2020/21 angekündigt hatten, die Neugründung der CCHA an. Die neue CCHA fügte ein achtes Mitglied hinzu, bevor er in der Saison 2021/22 mit dem Spiel begann. Die WCHA hat ihre Herrenabteilung geschlossen, nachdem die oben genannten sieben Universitäten in die CCHA gegangen waren.
Nach der Saison 2023–24 fusionierten die Atlantic Hockey Association und College Hockey America zu Atlantic Hockey America. Die Vorgängerkonferenzen hatten seit 2010 einen gemeinsamen Beauftragten und ein Büropersonal.
| Conference                            | Nickname     | Gegründet  | Mitglieder | Männer | Frauen |
| ------------------------------------- | ------------ | ---------- | ---------- | ------ | ------ |
| Atlantic Hockey America               | AHA          | 2024       | 14         | 11     | 6      |
| Big Ten Conference                    | Big Ten, B1G | 1896       | 7          | 7      | -      |
| Central Collegiate Hockey Association | CCHA         | 1971, 2020 | 9          | 9      | -      |
| ECAC Hockey                           | -            | 1962       | 12         | 12     | 12     |
| Hockey East                           | HEA          | 1984       | 12         | 11     | 10     |
| Independents                          |              |            | 5          | 5      | -      |
| National Collegiate Hockey Conference | NCHC         | 2011       | 9          | 9      | -      |
| New England Women’s Hockey Alliance   | NEWHA        | 2018       | 8          | -      | 8      |
| Western Collegiate Hockey Association | WCHA         | 1951       | 8          | -      | 8      |

Anmerkungen
1. ↑  Offiziell im Juli 2024 durch den Zusammenschluss der Atlantic Hockey Association (gegründet 1997) und College Hockey America (gegründet 1999) gegründet.
2. ↑  14 Mitglieder (10 Männer, 7 Frauen) im Juli 2025 mit folgenden Änderungen:
  - Abgang der American International Herrenmannschaft.
  - Aufnahme von Delaware in die Frauen-Liga.
3. ↑  Gegründet als All-Sports-Conference im Jahr 1896, aber erst ab 2013-14 wird Eishockey gefördert.
4. ↑  Ursprünglich von 1971 bis 2013 betrieben. Im Jahr 2020 neu gegründet, Spielbeginn in der Saison 2021/22. Die aktuelle Konferenz versteht sich als Fortsetzung des Originals.
5. ↑  8 Mitglieder im Juli 2026 mit Abgang von St. Thomas.
6. ↑  Aktuelle Unabhängige, alle Herrenmannschaften, sind Alaska (Fairbanks), Alaska Anchorage, Lindenwood, LIU und Stonehill.
7. ↑  Gründungsdatum; Spielbeginn war 2013/14.
8. ↑  10 Mitglieder im Juli 2026 mit Hinzufügung von St. Thomas.
9. ↑  2017 als Planungsorganisation gegründet; 2018 formell als Conference organisiert. Erhielt die offizielle Anerkennung der NCAA im Jahr 2019.
10. ↑  1951 als reine Männer-Conference gegründet, 1999 kam Frauenhockey hinzu. Männer-Hockey wurde nach der Saison 2020/21 eingestellt.

## Finanzen
Die Sportprogramme der Division I erzielten im Studienjahr 2009/2010 einen Umsatz von 8,7 Milliarden US-Dollar. Männerteams erwirtschafteten 55 % der Einnahmen, Frauenteams 15 % und 30 % wurden nicht nach Geschlecht oder Sport kategorisiert. Football und Männerbasketball sind normalerweise die einzigen profitablen Sportarten einer Universität und werden als „Einnahmensportarten“ (revenue sports) bezeichnet. Von 2008 bis 2012 wurden 205 Uni-Teams in der NCAA-Division I abgesetzt – 72 Frauen- und 133 Männerteams, wobei Tennis, Turnen und Wrestling für Männer besonders stark betroffen waren.
In der Football Bowl Subdivision (130 Schulen im Jahr 2017) erzielten zwischen 50 und 60 Prozent der Football- und Männerbasketballprogramme positive Einnahmen (über den Probgrammkosten). In der Football Championship Subdivision (124 Schulen im Jahr 2017) erzielten jedoch nur vier Prozent des Footballs und fünf Prozent der Basketballprogramme für Männer Gewinne.
Im Jahr 2012 wurden 2 % des Sportbudgets für Ausrüstung, Uniformen und Zubehör für männliche Athleten an FBS Schulen ausgegeben, wobei die durchschnittlichen Ausgaben pro Schule bei 742.000 USD lagen.
2014 diskutierten die NCAA und die studentischen Athleten darüber, ob Studenten bezahlt werden sollten. Im April genehmigte die NCAA, dass Studenten unbegrenzt kostenlose Mahlzeiten und Snacks erhalten. Die NCAA erklärte: „Die Verabschiedung der Essensregelung beendete ein Gespräch, das im Kabinett für Auszeichnungen, Leistungen, Ausgaben und finanzielle Unterstützung begann. Die Mitglieder haben daran gearbeitet, geeignete Wege zu finden, um sicherzustellen, dass Sportschüler die Ernährung erhalten, die sie benötigen, ohne Pell Grant oder andere Hilfen für die bedürftigsten Studenten zu gefährden. Mit ihrer Stimme sagten die Mitglieder des Rates, dass eine Lockerung der NCAA-Regeln darüber, wann und was für Lebensmittel von Leichtathletikabteilungen bereitgestellt werden können, der beste Weg ist, um das Problem anzugehen.“